# عیسی فومبا
عیسی فومبا (انگلیسی: Issa Fomba؛ زادهٔ ۲۴ مهٔ ۲۰۰۱) یک بازیکن حرفه‌ای فوتبال است که در حاضر برای مالاگا از باشگاه‌های حاضر در لالیگا به میدان می‌رود.

## دوران باشگاهی
فومبا متولد باماکو در کشور مالی است. در تابستان ۲۰۱۹، از تیم زادگاهش، دربی آکادمی، به باشگاه فوتبال جوانان مالاگا پیوست.
در ۱۳ سپتامبر ۲۰۲۰، فومبا حتی قبل از این‌که با تیم دوم در یک بازی ظاهر شود، اولین بازی حرفه‌ای خود را انجام داد و در نیمه دوم به جای یانیس رحمانی در باخت ۲ بر ۰ در بازی مقابل تنریف در مسابقات قهرمانی سگوندا دیویژن به میدان رفت.